# Lecompte (Louisiana)
Lecompte ist eine Kleinstadt im Rapides Parish im US-amerikanischen Bundesstaat Louisiana. Das U.S. Census Bureau hat bei der Volkszählung 2020 eine Einwohnerzahl von 845 ermittelt.

## Geografie
Lecompte liegt fast im äußersten Südosten des Countys, nahe dem geografischen Zentrum Louisianas und hat nach dem United States Census Bureau eine Gesamtflächen von einer Quadratmeile (2,6 km²).

## Geschichte
Die Stadt Lecompte wurde nach einem Rennpferd der Wells-Familie benannt, die südlich der Stadt eine Plantage besaß. Das erfolgreiche Pferd namens „LeComte“ gewann viele Rennen auf der Rennstrecke der Fairgrounds in New Orleans. An der historischen „Lecompte High School“, gelistet im NRHP mit der Nr. 92001251, wurde im Jahrbuch der Schule, „LeComte“ auf der ersten Seite mit einem Foto geehrt.
Nachdem, laut Geschichte, die ansässige Eisenbahngesellschaft, den Buchstaben „P“ auf die Wand einer Wagenhalle beschriftete, wurde der Buchstabe im Ortsnamen importiert, und aus „LeComte“ wurde „LeCompte“.

## Demografie
Nach der Volkszählung im Jahr 2000 gab es 1366 Einwohner, 516 Haushalte und 330 Familien in der Stadt. Die Bevölkerungsdichte lag bei 517,1 Menschen pro km². Die ethnische Verteilung in der Stadt lag bei 24,96 Prozent Weißen, 74,30 Prozent Afroamerikanern, 0,15 Prozent Ureinwohnern, 0,15 Prozent sonstigen Rassen und 0,44 Prozent stammten von zwei oder mehr Ethnien ab. 0,95 Prozent der Bevölkerung waren spanischer oder lateinamerikanischer Abstammung.
Von 516 Haushalten hatten 27,3 Prozent Kinder und Jugendliche unter 18 Jahre, 34,7 Prozent waren verheiratete, zusammenlebende Paare, 24,2 Prozent waren allein erziehende Mütter, und 35,9 Prozent waren keine Familien. 32,2 Prozent waren Singlehaushalte, und in 16,9 Prozent lebten Menschen im Alter von 65 Jahren oder darüber. Die durchschnittliche Haushaltsgröße betrug 2,65 und die durchschnittliche Familiengröße lag bei 3,38 Personen.
28,9 Prozent der gesamten Stadtbevölkerung war unter 18 Jahren, 10,9 Prozent zwischen 18 und 24, 24,2 Prozent im Alter zwischen 25 und 44, 20,6 Prozent zwischen 45 und 64, und 15,4 Prozent waren 65 oder älter. Das Durchschnittsalter lag bei 34 Jahren. Pro 100 Frauen gab es 79 Männer; pro 100 Frauen, die 18 Jahre oder älter waren, gab es 75,0 Männer.
Das jährliche Durchschnittseinkommen eines Haushaltes in Lecompte betrug 18.708 US-Dollar, das einer Familie lag bei 23.897 USD. Männer hatten ein durchschnittliches Einkommen von 22.361 USD, im Gegensatz zu Frauen mit 15.250 USD. Das Pro-Kopf-Einkommen der Stadtbewohner lag bei 10.210 USD. Über 32,9 Prozent der Familien und 35,4 Prozent der Bevölkerung waren unter der Armutsgrenze, einschließlich der 42,8 Prozent der unter 18-Jährigen und der 32,6 Prozent der über 65-Jährigen.

## Söhne und Töchter der Stadt
- Clyde C. Holloway (1943–2016), Politiker; zwischen 1987 und 1993 vertrat er den Bundesstaat Louisiana im US-Repräsentantenhaus
- Anna Margaret (* 1996), Sängerin, Songschreiberin und Schauspielerin

## Bedeutende Highways
- U.S. Route 71
- Louisiana Highway 112

## Sonstiges
Lecompte ist für „Lea's Lunchroom“, ein Restaurant, das sich auf Kuchen spezialisiert hat, berühmt. Seit 2002 gibt es in der Stadt ein jährlich stattfindendes Kuchenfest.